# Madagaskartornuggla
Madagaskartornuggla (Tyto soumagnei) är en fågel i familjen tornugglor inom ordningen ugglefåglar.

## Utseende och läten
Madagaskartornugglan är en medelstor (30 cm), färgglad medlem av familjen. Ovansian är varierande djupt orangebeige tecknad med spridda svarta fläckar, framför allt på hjässan. Undersidan är rätt enhetligt blekorange, ljusare i ansiktet och på buken. Näbben är blek, benen grå. Jämfört med tornugglan är den mindre, har rundare ansiktsmask och djupare orange i färgen, framför allt på bröstet. Lätet faller likt tornugglans kraftigt.

## Utbredning och systematik
Fågeln förekommer enbart på östra Madagaskar. Den behandlas som monotypisk, det vill säga att den inte delas in i några underarter.

## Status
IUCN kategoriserar arten som sårbar. Den tros ha en liten och minskande population som påverkas av den kraftiga avskogningen på Madagaskar. Även klimatförändringar kan utgöra ett framtida hot. Beståndet uppskattas till mellan 2 500 och 10 000 vuxna individer.

## Namn
Fågelns vetenskapliga artnamn hedrar M. Soumagne, fransk handelsman och vicekonsul i Antananarivo, Madagaskar 1863-1867.